# Rubus ochracanthus
Rubus ochracanthus är en rosväxtart som beskrevs av Heinrich E. Weber och Sennikov. Rubus ochracanthus ingår i släktet rubusar, och familjen rosväxter. Inga underarter finns listade i Catalogue of Life.